# Silvia Cornejo
Silvia Vanessa Cornejo Cerna  (Trujillo, 9 de enero de 1987) es una modelo, reina de belleza, empresaria y presentadora de televisión peruana. Ganó el Miss Perú Mundo 2006 como miss La Libertad, por lo cual concursó en Miss Mundo 2006 en Polonia. Y también ganó el certamen Miss Reina Internacional del Turismo 2008 en China representando a su país. 
Cornejo posteriormente fue elegida señora Perú mundo 2011 y representó a su país en Señora Mundo 2011, desarrollado en Florida, donde resultó primera finalista.
Cornejo condujo entre 2012 y 2020 el bloque de espectáculos de América noticias edición sabatina. Anteriormente ya ha conducido otros magazines familiares como Que vivan las mujeres y Edición limitada.
A causa de la críticas que sufrió debido a las infidelidades de su esposo, se mudó con su familia a los Estados Unidos, donde viven hasta la actualidad.